# سميع (ردمان)

تعديل مصدري - تعديل

سميع هي إحدى قرى عزلة ال بقش بمديرية ردمان التابعة لمحافظة البيضاء، بلغ تعداد سكانها 61 نسمة حسب تعداد اليمن لعام 2004.